# Championnat de Cuba de football 2005-2006
Navigation
Saison précédente Saison suivante
La saison 2005-2006 du Championnat de Cuba de football est la quatre-vingt-onzième édition du Campeonato Nacional de Fútbol, le championnat de première division à Cuba. Il met aux prises les équipes représentant les provinces de l'île. Il n'y a donc ni promotion, ni relégation en fin de saison.
La compétition comporte deux phases : 
- Les quinze équipes sont réparties en trois groupes de cinq, par zones géographiques. Chacune dispute deux matchs contre les autres membres de son groupe. Les trois premiers de chaque groupe (et le meilleur quatrième) poursuivent la compétition.
- Lors de la seconde phase, les dix qualifiés sont regroupés au sein d'une poule unique. Ils se rencontrent deux fois, à domicile et à l'extérieur. Le club en tête du classement à l’issue des rencontres est sacré champion.

C'est le FC Holguín qui remporte la compétition cette saison après avoir terminé en tête du classement final, avec deux points d’avance sur le FC Ciudad de La Habana et trois sur le FC Santiago de Cuba. Il s'agit du tout premier titre de champion de Cuba de l'histoire du club. Le tenant du titre, le FC Villa Clara, ne parvient même pas à se qualifier pour la seconde phase.
Le championnat passe à quinze équipes cette année. Si le FC Guantánamo fait son retour après un an d’absence, le FC Azucareros et le FC Industriales ne prennent pas part à la compétition.

## Les clubs participants
- FC Villa Clara
- FC Cienfuegos
- FC Ciudad de La Habana
- FC Pinar del Río
- CF Camagüey
- FC La Habana
- FC Matanzas
- FC Isla de la Juventud
- FC Ciego de Ávila
- FC Sancti Spíritus
- CF Granma
- FC Guantánamo
- FC Holguín
- FC Santiago de Cuba
- FC Las Tunas

## Compétition
Le barème de points servant à établir les différents classements se décompose ainsi :
- Victoire : 3 points
- Match nul : 1 point
- Défaite : 0 point

### Première phase
| Rang | Équipe                 | Pts | J | G | N | P | Bp | Bc | Diff |
| ---- | ---------------------- | --- | - | - | - | - | -- | -- | ---- |
| 1    | FC Ciudad de La Habana | 17  | 8 | 5 | 2 | 1 | 17 | 8  | +9   |
| 2    | FC La Habana           | 13  | 8 | 4 | 1 | 3 | 14 | 10 | +4   |
| 3    | FC Matanzas            | 11  | 8 | 3 | 2 | 3 | 10 | 9  | +1   |
| 4    | FC Pinar del Río       | 11  | 8 | 3 | 2 | 3 | 9  | 12 | -3   |
| 5    | FC Isla de la Juventud | 3   | 8 | 0 | 3 | 5 | 5  | 16 | -11  |

| Rang | Équipe             | Pts | J | G | N | P | Bp | Bc | Diff |
| ---- | ------------------ | --- | - | - | - | - | -- | -- | ---- |
| 1    | FC Cienfuegos      | 14  | 7 | 4 | 2 | 1 | 9  | 6  | +3   |
| 2    | CF Camagüey        | 13  | 8 | 4 | 1 | 3 | 6  | 13 | -7   |
| 3    | FC Sancti Spíritus | 9   | 7 | 2 | 3 | 2 | 6  | 6  | 0    |
| 4    | FC Villa ClaraT    | 8   | 8 | 2 | 2 | 4 | 9  | 7  | +2   |
| 5    | FC Ciego de Ávila  | 7   | 8 | 1 | 4 | 3 | 11 | 9  | +2   |

| Rang | Équipe              | Pts | J | G | N | P | Bp | Bc | Diff |
| ---- | ------------------- | --- | - | - | - | - | -- | -- | ---- |
| 1    | CF Granma           | 14  | 7 | 4 | 2 | 1 | 11 | 8  | +3   |
| 2    | FC Santiago de Cuba | 12  | 8 | 3 | 3 | 2 | 11 | 10 | +1   |
| 3    | FC Holguín          | 11  | 8 | 3 | 2 | 3 | 12 | 8  | +4   |
| 4    | FC Guantánamo       | 11  | 8 | 3 | 2 | 2 | 12 | 12 | 0    |
| 5    | FC Las Tunas        | 3   | 7 | 0 | 3 | 4 | 6  | 14 | -8   |

|  | Qualification pour la seconde phase |
|  | T : Tenant du titre                 |

### Seconde phase
| Rang | Équipe                 | Pts | J  | G | N | P | Bp | Bc | Diff |
| ---- | ---------------------- | --- | -- | - | - | - | -- | -- | ---- |
| 1    | FC Holguín             | 32  | 18 | 9 | 5 | 4 | 15 | 13 | +2   |
| 2    | FC Ciudad de La Habana | 30  | 18 | 8 | 6 | 4 | 25 | 15 | +10  |
| 3    | FC Santiago de Cuba    | 29  | 18 | 8 | 5 | 5 | 23 | 10 | +13  |
| 4    | FC Cienfuegos          | 27  | 18 | 7 | 6 | 5 | 21 | 11 | +10  |
| 5    | CF Granma              | 25  | 18 | 6 | 7 | 5 | 16 | 13 | +3   |
| 6    | FC Matanzas            | 24  | 18 | 6 | 6 | 6 | 17 | 20 | -3   |
| 7    | FC La Habana           | 20  | 18 | 4 | 8 | 6 | 16 | 21 | -5   |
| 8    | CF Camagüey            | 20  | 18 | 5 | 5 | 8 | 12 | 20 | -8   |
| 9    | FC Guantánamo          | 20  | 18 | 5 | 5 | 8 | 14 | 23 | -9   |
| 10   | FC Sancti Spíritus     | 12  | 18 | 1 | 9 | 8 | 13 | 26 | -13  |

|  | Champion de Cuba 2005-2006 |

## Bilan de la saison
| Championnat de Cuba de football 2005-2006 |                        |
| Champion                                  | FC Holguín (1er titre) |
| Qualifications continentales              |                        |
| CFU Club Championship 2006                | Aucun                  |
| Promotions et relégations                 |                        |
| Promus en Campeonato Nacional             | Aucun                  |
| Relégués                                  | Aucun                  |